# Rozdělovský most
Rozdělovský most č. 238-002 v Kladně ve Vítězné ulici stojí nad železniční tratí Kralupy nad Vltavou – Kladno se sousední zastávkou Kladno město. Vede po něm čtyřproudá silnice II. třídy č. II/238 se dvěma chodníky z Kamenných Žehrovic přes kladenskou čtvrť Rozdělov do centra města, jeho správcem je Středočeský kraj. Oba dva jízdní pruhy podpírají vždy dva věnce s trojicí sloupů, celkem má tedy 12 pilířů. Na mostě jsou také autobusové zastávky, které umožňují přestup na vlak, ve směru k panelovým domům stojí protihluková zeď.

## Stavba mostu
Na místě dnešního mostu byl v roce 1970 železniční přejezd s ručně ovládanými závorami. Most byl postavený v polovině 70. let a ustoupila mu řada domků, obdobně jako pod novými panelovými domy kolem ulice Čs. armády, které v té době již stály. Železniční trať byla zahloubena a u ní postavena nová železniční stanice. V roce 1977 byla otevřena levá polovina nadjezdu, v roce 1980 pravá.

## Rekonstrukce mostu

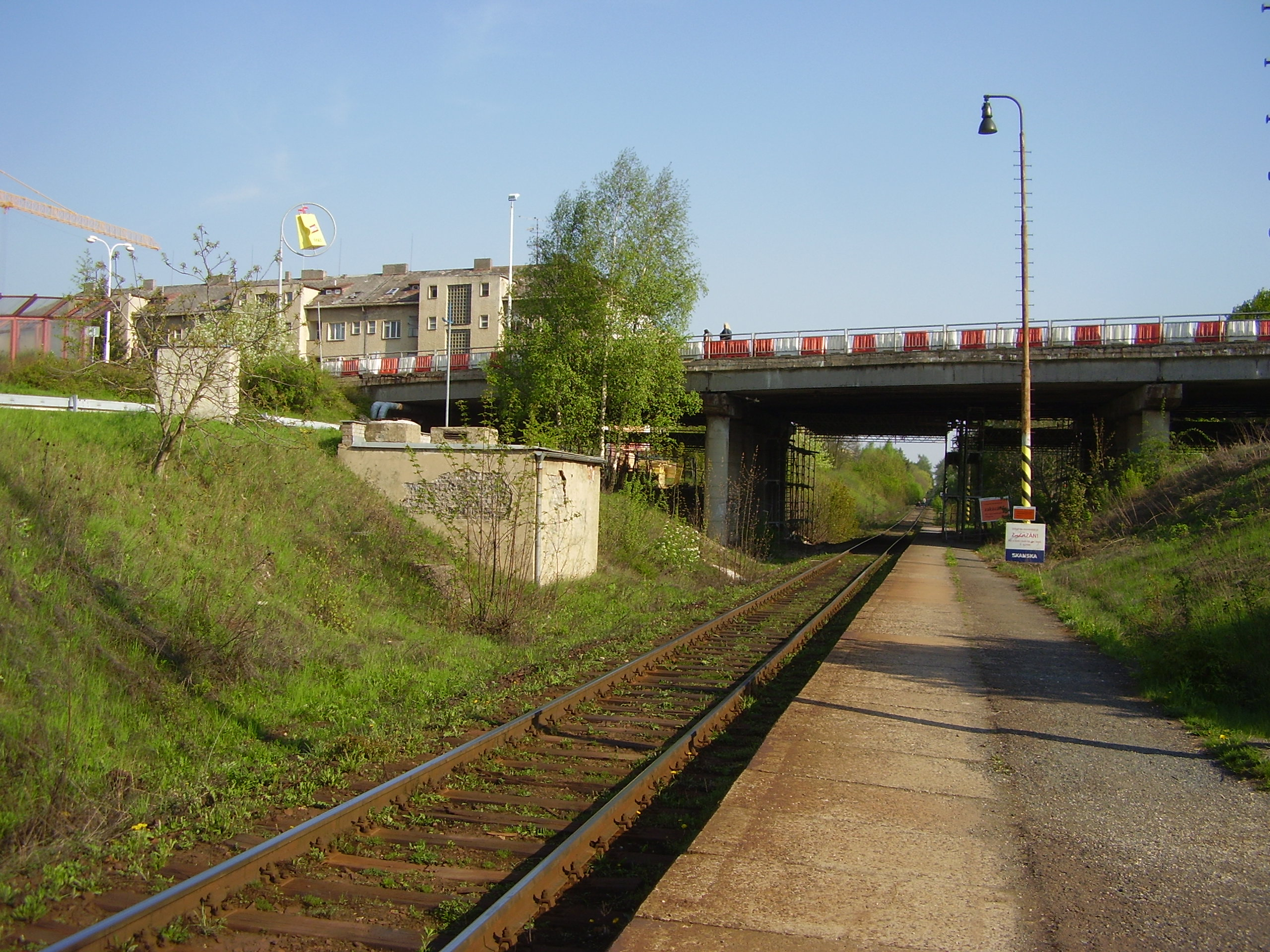
Rozdělovský most při rekonstrukci v roce 2009

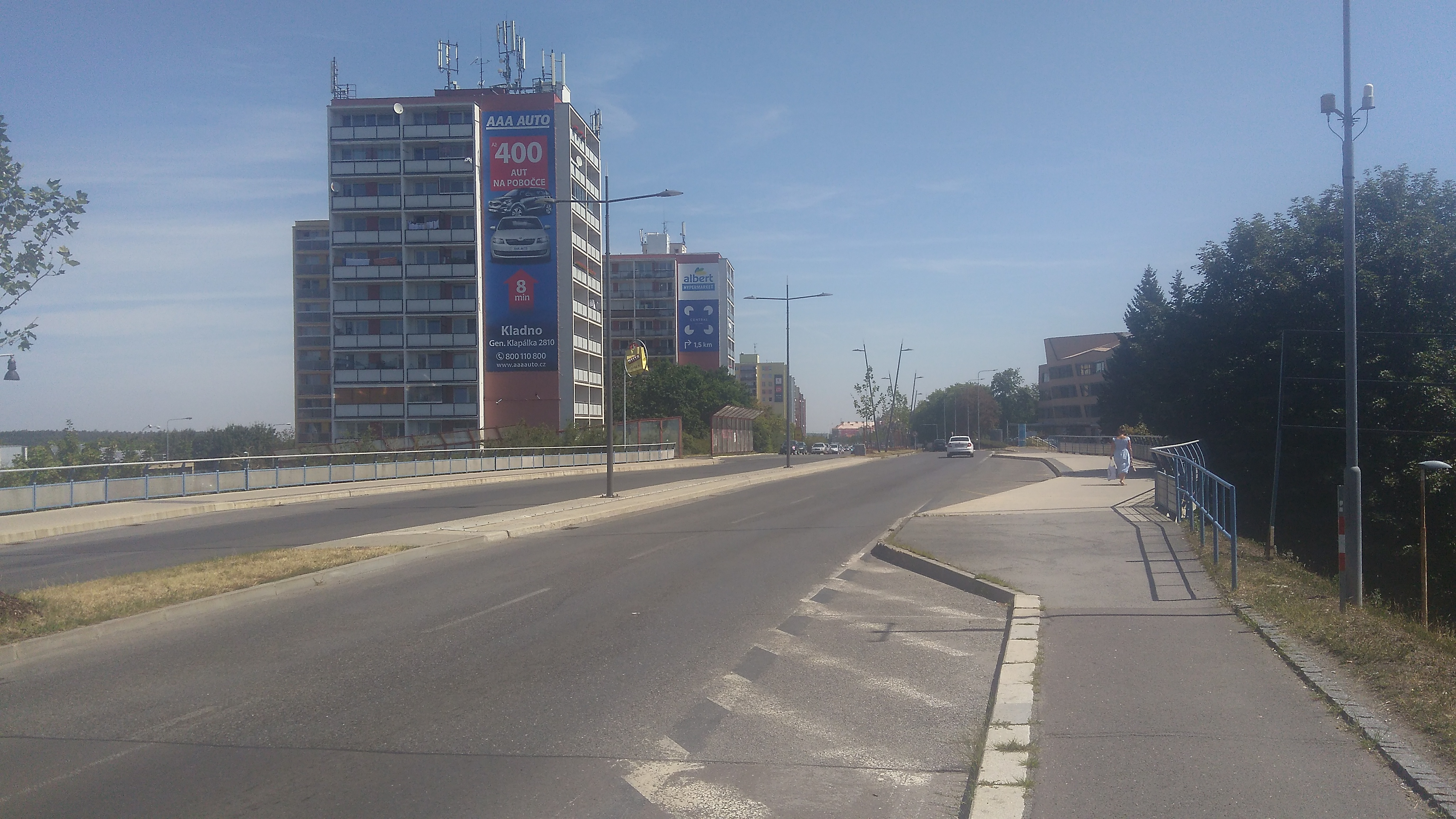
pohled z Rozdělovského mostu směrem do centra

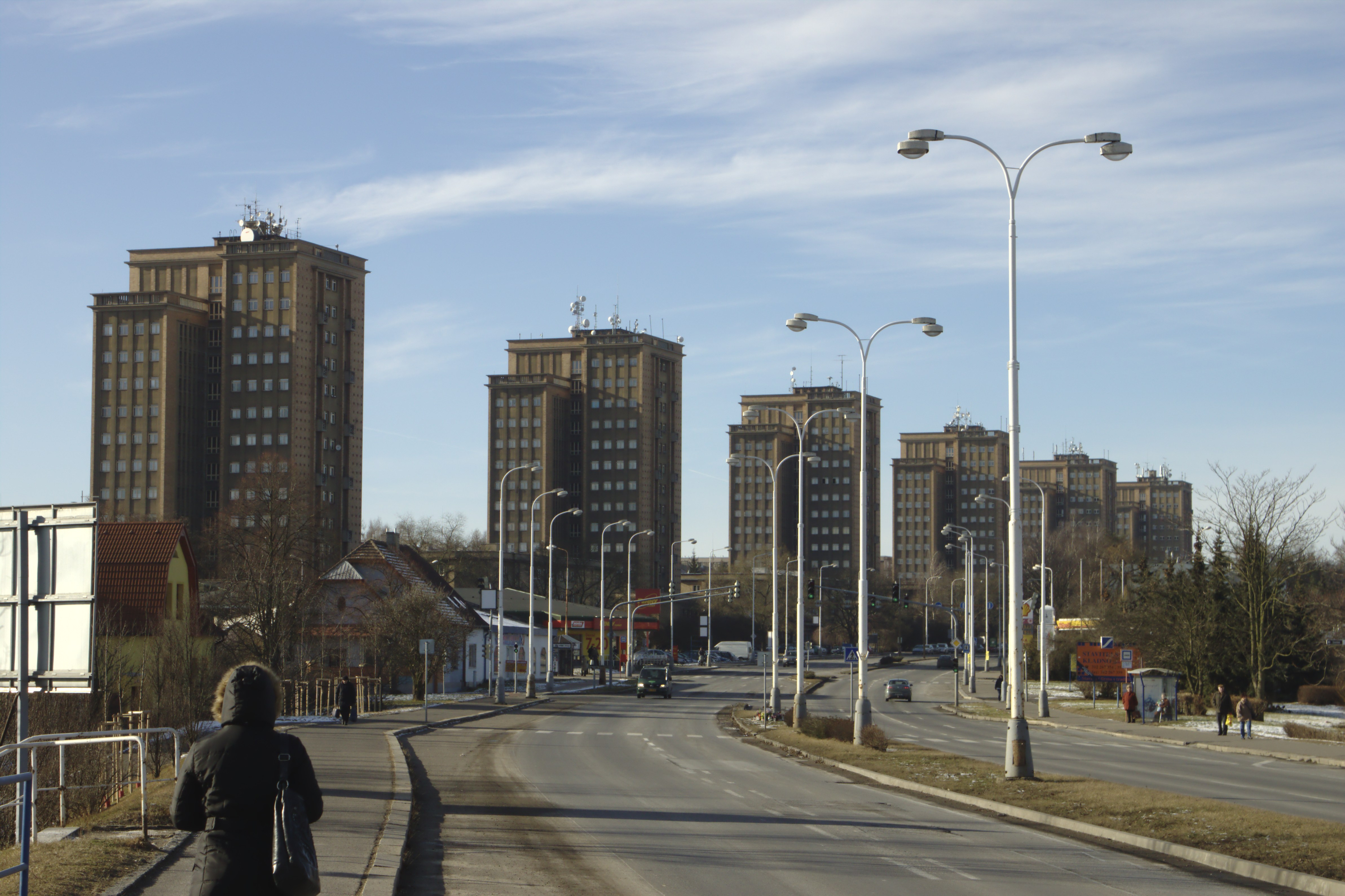
pohled z Rozdělovského mostu na Rozdělovské věžáky před rekonstrukcí ulic Čs. armády a Vítězné

V letech 2008 a 2009 realizoval Středočeský kraj celkovou rekonstrukci mostu za 53 mil. Kč, polovina byla dokončena v červnu 2008 a druhá v prosinci 2009. V souvislosti se stavbou "rychlodráhy" vypracoval také Metroprojekt Praha projekt a vizualizaci nové vlakové zastávky, který sestává ze dvou nástupišť podél dvoukolejné trati se zastřešenými prosklenými schodišti na most ze severozápadní strany a s budovou od jihovýchodní strany (u nemocnice). Tento futuristický projekt nebyl zatím realizován.